# Canton de Périgueux-Nord-Est
Pour les articles homonymes, voir Canton de Périgueux (homonymie).
Le canton de Périgueux-Nord-Est est une ancienne division administrative française située dans le département de la Dordogne, en région Aquitaine.

## Historique
Le canton de Périgueux-Nord-Est est issu en 1973 de la partition en trois du canton de Périgueux et fait partie de l'arrondissement de Périgueux.

### Redécoupage cantonal de 2014-2015
Un nouveau découpage territorial entre en vigueur lors des élections départementales de mars 2015, défini par le décret du 21 février 2014, en application des lois du 17 mai 2013 (loi organique 2013-402 et loi 2013-403). En Dordogne, le nombre de cantons passe ainsi de 50 à 25 et le canton de Périgueux-Nord-Est disparaît. Ses communes sont intégrées dans le canton de Périgueux-2 (la fraction communale de Périgueux) et le canton de Trélissac (les trois autres communes).

## Géographie
Ce canton était organisé autour de Périgueux dans l'arrondissement de Périgueux. Son altitude maximale était de 239 m (Trélissac).

## Composition
Le canton de Périgueux-Nord-Est se composait d'une fraction de la commune de Périgueux (quartier Saint-Georges en rive gauche de l'Isle) et de trois autres communes. Il comptait 18 285 habitants (population municipale) au 1er janvier 2012.
| Nom                   | Code Insee | Intercommunalité      | Population (dernière pop. légale)              |
| --------------------- | ---------- | --------------------- | ---------------------------------------------- |
| Périgueux (chef-lieu) | 24322      | CA Le Grand Périgueux | Fraction : 6 406(2012) Commune : 30 069 (2014) |
| Champcevinel          | 24098      | CA Le Grand Périgueux | 2 820 (2014)                                   |
| Château-l'Évêque      | 24115      | CA Le Grand Périgueux | 2 122 (2014)                                   |
| Trélissac             | 24557      | CA Le Grand Périgueux | 6 732 (2014)                                   |

## Démographie
| 1975 | 1982 | 1990   | 1999   | 2006   | 2011   | 2012   |
| ---- | ---- | ------ | ------ | ------ | ------ | ------ |
| -    | -    | 16 813 | 16 661 | 17 527 | 18 207 | 18 285 |

## Représentation
| Période | Période      | Identité               | Étiquette   | Qualité                                                                                         |
| ------- | ------------ | ---------------------- | ----------- | ----------------------------------------------------------------------------------------------- |
| 1973    | 1979         | Jean-Louis Soustre     | UDR puis PS | Pharmacien Maire de Trélissac (1971-1977)                                                       |
| 1979    | 1985         | Francis Colbac         | PCF         | Professeur d'histoire                                                                           |
| 1985    | 1986 (décès) | Pierre-Jacques Lachaud | DVD         | Professeur Conseiller municipal de Trélissac                                                    |
| 1986    | 1992         | Michel Lopez           | DVD         | Maire-adjoint de Périgueux                                                                      |
| 1992    | 2015         | Francis Colbac         | PCF         | Professeur d'histoire Maire de Trélissac depuis 1983 Suppléant du député René Dutin (1997-2002) |